# Michel Ruffin
Pour les articles homonymes, voir Ruffin.
Cet article possède un paronyme, voir Rufin.
Michel Ruffin est un   romancier français, né le 15 octobre 1943 à Vincennes 

## Biographie
Michel Ruffin est originaire de Normandie, né à Vincennes  mais a habité depuis l'âge de 3 ans dans l'Eure en limite du Calvados.
Après des études secondaires au séminaire d'Orgeville, il poursuit des études d'avocat à l’université Paris-Panthéon. Il poursuit également des études de sociologie à la Sorbonne. À l'issue de ses études Il est recruté par la société Procter & Gamble au département juridique. Il y reste six ans. Il rejoint ensuite Jacques Borel dont il devient le directeur juridique avant de devenir le directeur juridique du groupe Accor. Il exerce dans ce groupe d'autres fonctions dont celles de Conseiller des coprésidents. Il devient ensuite Vice-président d'une compagnie d'assurances puis Président d'un groupe immobilier. Pendant cette période et parallèlement, il enseigne le droit social notamment à l’Institut de contrôle de gestion (ICG). Il a exercé durant  6 ans la présidence de la Fédération Française des Salons du Livre et de l'Union des écrivains et créateurs de France.

## Activité théâtrale
Animateur d'un cours d'expression orale, fondateur d'une compagnie théâtrale (TEI), il est aussi comédien amateur dans le café théâtre dans les années 1980.

## Activité para-littéraire
- Président du jury du prix d'histoire André-Castelot.
- Président de la Fédération française des salons du livre.
- Ancien Président de l'Union des Auteurs et Créateurs de France ainsi que de la  Fédération Française des Salons du Livre

## Activité littéraire
Michel Ruffin est un auteur éclectique. Il a écrit des romans de terroir (essentiellement la Normandie et la Sologne) mais aussi des romans policiers dont l'action se déroule sur le côte normande. Il est aussi l'auteur de livres d'humour (Le Top 100 des politiques, Papi tu nous fais honte) et de romans historiques notamment la trilogie, Les Conquérants qui comporte trois tomes : Béatrice l'insoumise, La Vengeance de Mathilde et Mora ou le Triomphe du bâtard. Dans ce dernier volet il retrace la vie de Guillaume le Conquérant qui, à travers une roman à suspens, constitue une des biographies les plus complètes du duc de Normandie devenu roi d'Angleterre. Il donne aussi des conférences sur le XIe siècle, époque du renouveau, mais aussi sur Jean de La Fontaine (La Fontaine, un homme affable) et sur l'énigme de l'homme au masque de fer.

## Distinctions
- Chevalier de l'ordre national du Mérite

## Publications
- Monsieur de Valsemé, L'instant 1993
- Orage sur la Calonne, France-Empire 2002
- Un château en Sologne, France-Empire, 2004
- Le Nègre et le Bon Dieu, Cheminements, 2006
- Le Secret des Biérville-Harcourt, France-Empire, 2006
- Le Sixième Tableau, France-Empire, 2007
- Béatrice l'insoumise, Alphée Jean-Paul Bertrand, 2009
- La Vengeance de Mathilde Alphée, Jean-Paul Bertrand, 2010
- Mora ou le Triomphe du bâtard, Galodé éditions, 2012
- Le Masque de fer démasqué, éditions de l'Île, 2012
- Béatrice l'insoumise, édition Poche Grand West, 2012
- La Vengeance de Mathilde, édition Poche Grand West, 2012
- Le Roman du Masque de fer ou le Secret de Douvres, édition Le Rocher, 2013
- Papi tu nous fais honte, éditions de la Rue, 2014
- La Passagère du Mendoza et autres nouvelles 2016
- Céline et Céline, Chum éditions 2019
- L'Enjeu Théâtre, Édition de l'Onde 2020
- Le Furet ramoneur, Théâtre Editions de l'Onde 2021
- Le Fabuleux Destin de Sébastien, enfant du Pays d'Auge Louis Danjard (pseudonyme)  2020
- Les Sanglots longs des violons de l'automne, Édition LBS |mars 2021 (Albin Michel avril 2022)
- Le Marigot des crocodiles, Édition LBS, 2023
- La Revanche des Morel, Édition LBS, 2023

### Audio
- L'Homme au masque de fer démasqué, édition Voolume

Il a reçu deux prix pour son roman Orage sur la Calonne, le prix du roman de terroir (Trévières) et le prix Eoukitch  (Étretat).